# Гуго Форстнер
Гуго Форстнер (нім. Hugo Forstner; 8 жовтня 1879, Юденбург — 13 грудня 1970, Лінц) — австро-угорський, австрійський і німецький офіцер, генерал-інтендант австрійської армії і вермахту.

## Біографія
18 серпня 1901 року вступив у австро-угорську армію. Учасник Першої світової війни, після завершення якої продовжив службу в австрійській армії. З 1 січня 1929 року — співробітник економічного відділу Федерального міністерства оборони. Після аншлюсу 15 березня 1938 року автоматично перейшов у вермахт. З 1 квітня 1938 року брав участь в переході австрійської військової інтендантури у вермахт. 1 липня переведений у 4-й відділ 5-го армійського командування. 31 жовтня вийшов у відставку.
11 вересня 1939 року переданий в розпорядження вермахту і призначений в адміністрацію 17-го військового округу. 25 березня 1944 року остаточно звільнений у відставку.

## Звання
- Кадет-виконувач обов'язків офіцера (18 серпня 1901)
- Лейтенант (1 листопада 1902)
- Обер-лейтенант (1 травня 1909)
- Військовий унтер-інтендант (1 листопада 1913)
- Військовий інтендант (1 січня 1920)
- Обер-інтендант 2-го класу (1 січня 1921)
- Обер-інтендант 1-го класу (10 липня 1923)
- Титулярний генерал-інтендант (31 січня 1933)
- Генерал-інтендант (1 січня 1936)

## Нагороди
- Ювілейний хрест
- Бронзова і срібна медаль «За військові заслуги» (Австро-Угорщина) з мечами
- Орден Франца Йосифа, лицарський хрест з військовою відзнакою
- Пам'ятна військова медаль (Австрія) з мечами
- Золотий почесний знак «За заслуги перед Австрійською Республікою»
- Хрест «За вислугу років» (Австрія) 2-го класу для офіцерів (25 років)
- Почесний хрест ветерана війни з мечами
- Медаль «За вислугу років у Вермахті» 4-го, 3-го, 2-го і 1-го класу (25 років)
- Нагрудний знак «За поранення» в чорному